# Nepento
Nepenthe  /nᵻˈpɛnθi/ (en griego antiguo: νηπενθές, nēpenthés), es una medicina, muy posiblemente ficticia,
de remedio para el dolor: una "droga del olvido" mencionada en la literatura y la mitología griega antigua, representada y atribuida como originaria de Egipto.
El género de plantas carnívoras Nepenthes lleva el homónimo nombre de ésta ficticia droga.

## En laOdisea
La palabra nepenthe aparece por primera vez en el cuarto libro de La Odisea de Homero:

ἔνθ᾽ αὖτ᾽ ἄλλ᾽ ἐνόησ᾽ Ἑλένη Διὸς ἐκγεγαυῖα:

αὐτίκ᾽ ἄρ᾽ εἰς οἶνον βάλε φάρμακον, ἔνθεν ἔπινον,

νηπενθές τ᾽ ἄχολόν τε, κακῶν ἐπίληθον ἁπάντων.
Entonces Helena, hija de Zeus, tomó otro consejo.

Inmediatamente ella vertió en el vino que estaba bebiendo, una droga para calmar todo dolor y disensión, y hacer olvidar todos los males.

## Análisis
En sentido figurativo, el término nepenthe se refiere o alude al significado de "aquello que ahuyenta el dolor". Literalmente significa 'no-dolor' o 'anti-dolor': νη-, nē-, es decir "no" (prefijo privativo),  y πενθές, de πένθος, pénthos, es decir, "pena, pena o duelo".
En la Odisea, "νηπενθές φάρμακον : nēpenthés phármakon" se traduce cómo: "una droga contra el dolor"; es una poción mágica dada a Helena por Polydamna (la esposa del noble egipcio Thon) que sofoca todos los dolores con el olvido.
En sentido literal existen diversas referencias literarias y arqueológicas, que indican un uso extendido de diversas plantas psicoactivas en el mediterráneo. Se plantea que el Nepentes pharmakon fue probablemente un preparado a base de opio.